# Leonard Nitz
Leonard Harvey Nitz (* 30. September 1956 in Hamilton) ist ein ehemaliger US-amerikanischer Bahnradsportler.
Leonard war einer der dominierenden Bahnradsportler der Vereinigten Staaten von den 1970er bis in die 1980er Jahre. Er errang 13 nationale Titel in den Disziplinen Einer- sowie Mannschaftsverfolgung und im 1000-Meter-Zeitfahren. Bei den UCI-Bahn-Weltmeisterschaften 1981 in Brünn wurde er Vizeweltmeister und bei der Bahn-WM 1986 in Colorado Springs Dritter im Punktefahren. 1987 errang er bei den Panamerikanischen Spielen in Indianapolis die Goldmedaille in der Mannschaftsverfolgung, gemeinsam mit Carl Sundquist, Dave Lettieri und David Brinton.
Dreimal – 1976, 1984 und 1988 – startete Nitz bei Olympischen Spielen. 1984, in Los Angeles, errang er zwei Medaillen, eine silberne in der Mannschaftsverfolgung (mit David Grylls, Steve Hegg, Pat Donough und Brent Emery) sowie eine bronzene in der Einerverfolgung, hinter seinem Mannschaftskameraden aus dem Bahnvierer Hegg, der Gold gewann, sowie dem Deutschen Rolf Gölz. 1988 belegte sein Team in der Mannschaftsverfolgung den 9. Rang.
Kurz nach den olympischen Wettbewerben in Los Angeles stellte sich heraus, dass sich Hegg und Nitz mit Fremdblut gedopt hatten. Das hatte aber keine Konsequenzen für die Sportler, da diese Praxis damals noch nicht verboten war.